# Gegen Noma-Parmed
Gegen Noma-Parmed e.V. ist ein gemeinnütziger Verein mit Sitz in Kempten (Allgäu). Der Verein engagiert sich seit 2008 für die Prävention und Behandlung der Krankheit Noma in Westafrika, mit Schwerpunkt in Burkina Faso.

## Geschichte
Der Verein wurde 2008 gegründet. Seitdem arbeitet er mit lokalen Partnern und staatlichen Stellen in Burkina Faso zusammen, um Noma vorzubeugen, Fälle früh zu erkennen und Betroffene zu behandeln.

## Ziele und Tätigkeitsfelder
Der Verein konzentriert sich auf Gesundheitsaufklärung in Gemeinden, die Ausbildung von Gesundheitskräften und traditionell tätigem Personal, die Etablierung von Früherkennungs- und Meldestrukturen sowie die medizinische Versorgung akuter Noma-Fälle und die Nachsorge von Überlebenden.

## Projekte
Ein Schwerpunkt lag und liegt in Regionen des Sahel sowie weiteren Landesteilen von Burkina Faso. In diesem Rahmen wurden Programme zur Sensibilisierung und Kapazitätsstärkung für die Noma-Prävention umgesetzt, darunter das Projekt PSRCPN-BF (Projet de sensibilisation et de renforcement des capacités pour la prévention du noma au Burkina Faso).

## Einordnung der Krankheit
Noma ist eine schnell verlaufende bakterielle Erkrankung, die besonders unterernährte Kinder betrifft und unbehandelt oft tödlich verläuft. Die Weltgesundheitsorganisation (WHO) hat Noma im Dezember 2023 offiziell in die Liste der vernachlässigten Tropenkrankheiten aufgenommen.

## Finanzierung und Transparenz
Gegen Noma-Parmed e.V. finanziert seine Arbeit überwiegend aus Spenden. Der Verein trägt seit 2013 das DZI-Spenden-Siegel. Für 2023 weist der Verein einen Anteil für Werbung und Verwaltung von 13,6 Prozent aus.

## Zusammenarbeit
Der Verein arbeitet in Burkina Faso mit staatlichen Stellen und lokalen Partnern zusammen. In der deutschen Noma-Hilfelandschaft besteht fachlicher Austausch mit weiteren Organisationen, die zu Noma arbeiten.